# 大相撲令和元年9月場所
大相撲令和元年9月場所（おおずもうれいわがんねんくがつばしょ）は、2019年（令和元年）9月8日から9月22日までの15日間、東京都墨田区の国技館（両国国技館）で開催された大相撲本場所である。

## 優勝争い
8月31日に行われた場所前の稽古総見では、鶴竜と白鵬の両横綱の動きがよく、先場所（名古屋場所）全休で大関から陥落した貴景勝もまずまずの動きを見せた。一方で、先場所途中休場し今場所をカド番で迎えることとなった豪栄道と栃ノ心の両大関は、豪栄道が稽古総見で12番取ったのに対し、栃ノ心は相撲を取らず、状態が心配された。また、先場所勝ち越しを決めた直後に休場した大関・髙安は靱帯を断裂した左肘が癒えず全休、次の九州場所は3度目のカド番で迎えることになった。
迎えた初日、横綱・白鵬は北勝富士相手に星を落とし、2017年3月場所（春場所）以来となる「初日黒星」を喫する。このとき、場所前に痛めていた右手に腫れと強い痛み他生じたことから医師の診断を受けたところ、右手小指の骨折が判明し、翌日から休場。一方、2場所連続優勝が懸かる横綱・鶴竜も初日から4連勝だったものの、5日目から朝乃山・大栄翔・友風と平幕相手に3連敗を喫し、左膝内側側副靱帯損傷の疑いにより中日から休場、横綱不在となった。
好調が伝えられていた両横綱が休場し、豪栄道と栃ノ心の両大関の調子が上がらない中、優勝争いは9日目を終わった時点で平幕の隠岐の海と明生が1敗、関脇の御嶽海と貴景勝、平幕の朝乃山が2敗で追うが、10日目に1敗の両力士が敗れ、2敗で隠岐の海・明生・御嶽海・貴景勝・朝乃山の5人が並び、これを3敗で平幕の宝富士と新入幕の剣翔の2人が追うという大混戦の展開となった。11日目は剣翔が隠岐の海との直接対決を制して3敗を守り隠岐の海は3敗目。また、御嶽海が竜電に、朝乃山も北勝富士に敗れてそれぞれ3敗に後退。12日目は今度は隠岐の海が明生との直接対決を制して3敗を守り明生は3敗目。妙義龍を突き落として10勝2敗とし、「大関陥落翌場所の10勝」の要件を満たして大関復帰を決めた貴景勝が単独トップに立つ。しかし13日目、今度は貴景勝が大関・豪栄道の上手投げに屈して3敗に後退、3敗を守った御嶽海・隠岐の海・剣翔を加えた4人がトップに並ぶ。14日目、剣翔は琴勇輝に敗れ、千秋楽に貴景勝と隠岐の海の3敗同士の対戦が組まれたために優勝の可能性が消滅、1914年5月場所（夏場所）の両國以来105年ぶりの「新入幕幕内最高優勝」を逃す。
迎えた千秋楽、貴景勝と隠岐の海の相星決戦は貴景勝が押し出しで勝ち、続く御嶽海は小結・遠藤を寄りきって3敗を守り、2017年9月場所（秋場所）以来、関脇同士では初めてとなる優勝決定戦に持ち込まれることになった。中日の直接対決では貴景勝が押し出しで勝っていたが、決定戦では御嶽海が貴景勝を一気に寄り切って下し、2回目の優勝を飾った。この一番で、貴景勝は左大胸筋肉離れを起こし、場所後の秋巡業を全休する見通しとなった。
三賞は、優勝した御嶽海と1横綱2大関を破った朝乃山が殊勲賞を受賞、終盤まで優勝を争った隠岐の海と剣翔が敢闘賞を受賞。技能賞は該当無しとなった。なお、カド番の大関陣は、豪栄道が12日目に給金を直してカド番を脱出したのに対し、栃ノ心は14日目に妙義龍に敗れて負け越しが決定、2度目の大関陥落となった。

## 十両
十両は西十両12枚目の勢が4日目から11連勝し、千秋楽を待たずに新十両の2011年11月場所（九州場所）以来2度目の優勝を決めた。
一方、西十両5枚目の貴ノ富士が付け人の序二段力士への暴行が判明したことから謹慎のため全休、現役最多タイ8個の金星を獲得した西十両7枚目の嘉風は右膝前十字靱帯損傷・右腓骨神経麻痺が癒える見込みがなく先場所に続いて休場が続き、幕下陥落が濃厚となった5日目に引退届を提出、現役引退となった。

## 番付・星取表（幕内）
| 成績       | 東       | 番付   | 西     | 成績      |
| ---------- | -------- | ------ | ------ | --------- |
| 4勝4敗7休  | 鶴竜     | 横綱   | 白鵬   | 2敗13休   |
| 全休       | 髙安     | 大関   | 豪栄道 | 10勝05敗  |
| 06勝09敗   | 栃ノ心   | 大関   |        |           |
| 12勝03敗   | 御嶽海   | 関脇   | 貴景勝 | 12勝03敗  |
| 09勝06敗   | 阿炎     | 小結   | 遠藤   | 08勝07敗  |
| 09勝06敗   | 北勝富士 | 前頭1  | 碧山   | 05勝10敗  |
| 1勝4敗10休 | 逸ノ城   | 前頭2  | 朝乃山 | 10勝05敗  |
| 08勝07敗   | 大栄翔   | 前頭3  | 友風   | 07勝08敗  |
| 07勝08敗   | 玉鷲     | 前頭4  | 正代   | 03勝12敗  |
| 02勝13敗   | 千代大龍 | 前頭5  | 竜電   | 07勝08敗  |
| 05勝10敗   | 志摩ノ海 | 前頭6  | 妙義龍 | 8勝5敗2休 |
| 06勝09敗   | 琴奨菊   | 前頭7  | 琴恵光 | 07勝08敗  |
| 11勝04敗   | 隠岐の海 | 前頭8  | 宝富士 | 09勝06敗  |
| 04勝11敗   | 照強     | 前頭9  | 琴勇輝 | 09勝06敗  |
| 08勝07敗   | 佐田の海 | 前頭10 | 明生   | 10勝05敗  |
| 09勝06敗   | 阿武咲   | 前頭11 | 炎鵬   | 09勝06敗  |
| 09勝06敗   | 松鳳山   | 前頭12 | 大翔鵬 | 05勝10敗  |
| 06勝09敗   | 輝       | 前頭13 | 錦木   | 06勝09敗  |
| 10勝05敗   | 剣翔     | 前頭14 | 豊ノ島 | 1勝9敗5休 |
| 08勝07敗   | 石浦     | 前頭15 | 東龍   | 06勝09敗  |
| 10勝05敗   | 豊山     | 前頭16 | 栃煌山 | 06勝09敗  |
| 04勝11敗   | 貴源治   | 前頭17 |        |           |

## 番付・星取表（十両）
| 成績      | 東     | 番付   | 西       | 成績     |
| --------- | ------ | ------ | -------- | -------- |
| 08勝07敗  | 千代丸 | 十両1  | 大奄美   | 06勝09敗 |
| 10勝05敗  | 隆の勝 | 十両2  | 千代翔馬 | 07勝08敗 |
| 08勝07敗  | 德勝龍 | 十両3  | 若隆景   | 09勝06敗 |
| 08勝07敗  | 矢後   | 十両4  | 霧馬山   | 07勝08敗 |
| 10勝05敗  | 大翔丸 | 十両5  | 貴ノ富士 | 全休     |
| 06勝09敗  | 水戸龍 | 十両6  | 英乃海   | 09勝06敗 |
| 07勝08敗  | 旭秀鵬 | 十両7  | 嘉風     | 5休引退  |
| 09勝06敗  | 魁聖   | 十両8  | 翔猿     | 06勝09敗 |
| 09勝06敗  | 一山本 | 十両9  | 旭大星   | 09勝06敗 |
| 06勝09敗  | 臥牙丸 | 十両10 | 蒼国来   | 08勝07敗 |
| 09勝06敗  | 琴ノ若 | 十両11 | 千代の海 | 02勝13敗 |
| 2勝7敗6休 | 青狼   | 十両12 | 勢       | 12勝03敗 |
| 06勝09敗  | 彩     | 十両13 | 木﨑海   | 08勝07敗 |
| 05勝10敗  | 朝玉勢 | 十両14 | 魁勝     | 08勝07敗 |